# 黄八丈

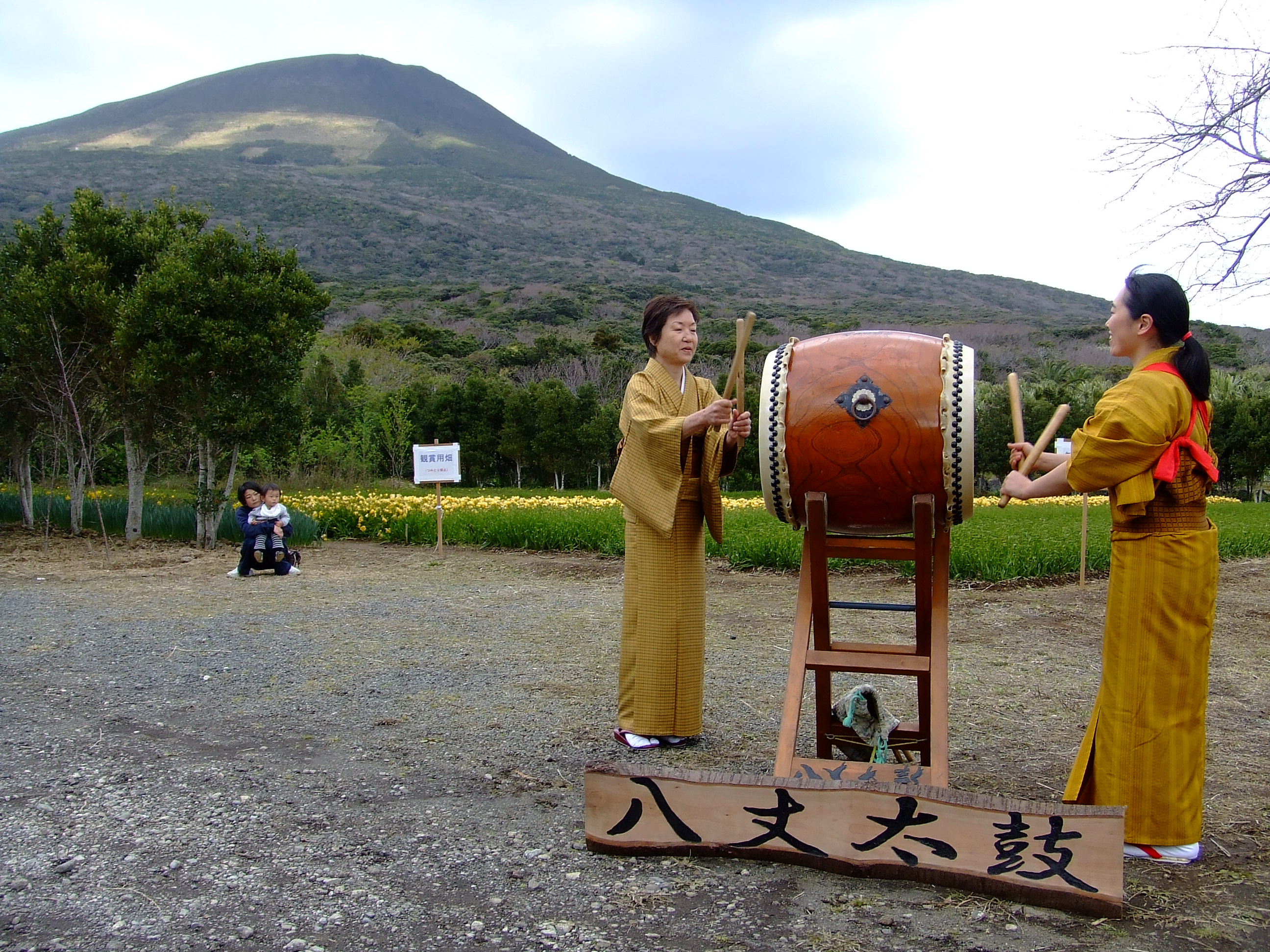
黄八丈を着た女性

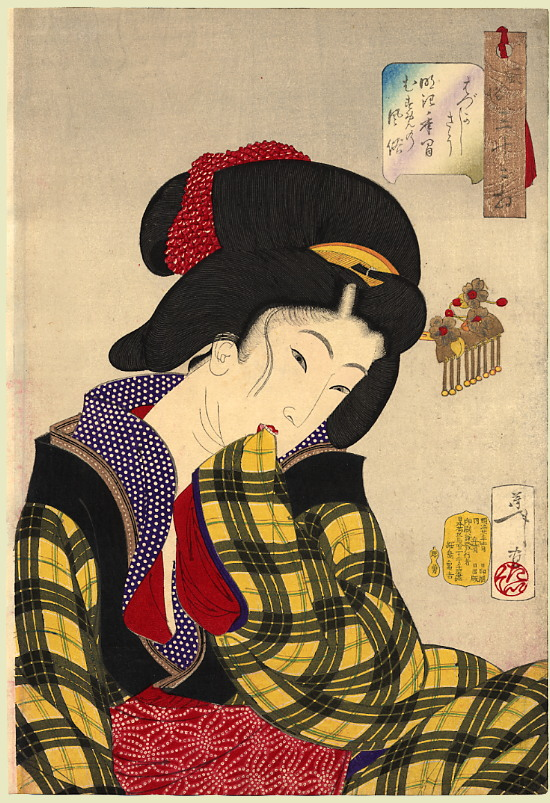
月岡芳年「風俗三十二相 はづかしさう」

黄八丈（きはちじょう）は、八丈島に伝わる草木染めの絹織物。
島に自生する植物の煮汁で黄色、鳶色、黒に染められた糸を平織りまたは綾織りに織り、縞模様や格子模様を作ったもの。
まれに無地の物も染められることがあるが、地の黄色がムラになりやすく市場にはほとんど出回らない。
むろん八丈島が本場だが、秋田県でもハマナスなどを原料とした染料を用いた「黄八丈」が織られているため、そちらの八丈を「秋田黄八丈」、八丈島で生産される八丈を「本場黄八丈」と呼んで区別している。
八丈刈安（コブナグサ）で染めた明るい黄色の色彩が特徴であり、現在は伝統的工芸品として国の指定を受けている。
鳶色が主体になったものは茶八丈、黒が主体のものは黒八丈と呼ぶことがあるが、黒八丈には同名の別の絹織物が存在するので混同しやすい。
黄八丈という名称は戦後になってからよく使われるようになったものであり、以前は「八丈絹」「丹後」と呼ばれていた。
伊豆諸島では八丈島の他に三宅島でも独自の絹織物が製造されている。三宅島のものは三宅丹後と呼ばれている。

## 概略
本居宣長は「玉勝間」にて「神鳳抄という書物に、諸国の御厨（神社の領地）より大神宮に奉る物の中に、八丈絹幾疋という表現が多く見える。したがってこの絹はどこの国からも産出したのである。伊豆の沖にある八丈が島というところも、昔この絹を織りだしたので島の名にもなったのに違いない……」と記している事から八丈島の島名の由来になったとされる。
この島は古くから都からの流人によって絹織物の技術がもたらされていたため絹織物の生産に優れ、室町時代から貢納品として八丈の絹（白紬）を納めていたとされる。現地に伝わる伝説では源為朝が初めて朝廷に貢納したとされている。寛永年間にはタブノキ（八丈島ではマダミと呼ぶ）の樹皮を使った鳶色の織物が織られるようになり、寛政年間ごろに現在の黄八丈に使われる染色技術が完成されたといわれる。
江戸時代後期に、白子屋お熊の入婿殺人未遂事件を脚本化した浄瑠璃「恋娘昔八丈」（こいむすめむかしはちじょう）で黄八丈の衣装が採用されたことから爆発的な人気を誇った。お熊が処刑に臨んで八丈を着たのは確かだが、江戸時代中期には黄八丈の知名度は低く実際には鳶色か黒地の八丈と思われる。

## 黄八丈の色
黄八丈の印象的な黄色は、ほかの地方では雑草扱いされるコブナグサというイネ科の一年草から取れるもの。ほかの草木に比べて群を抜いて美しい黄金色を染め出すことから、八丈島では本土で古くから黄色の染色に使われるカリヤスにちなんで八丈刈安と呼んで大事に栽培されている。これを用いて秋の初めに糸を染め始め、椿などの灰で「灰汁付け」（媒染）する。
鳶色はタブノキの樹皮が原料で、何度も染液に漬けては乾燥させて赤みがかった濃い茶色を染める。
黒色はいわゆる「泥染め」（鉄媒染）で得る。スダジイの樹皮で染めた糸を自然の沼で「泥付け」して泥の中の鉄分とスダジイのタンニンを結合させることで黒が得られる。ちなみに泥染めで黒を染めると糸が脆くなり易いため黒染めの古布は現代に伝わりにくい。